# Meridiano 129 oeste
El meridiano 129 oeste de Greenwich es una línea de longitud que se extiende desde el Polo Norte atravesando el océano Ártico, América del Norte, el océano Pacífico, el océano Antártico y la Antártida hasta el Polo Sur.
El meridiano 129 oeste forma un gran círculo con el meridiano 51 este.
Comenzando en el Polo Norte y dirigiéndose hacia el Polo Sur, el meridiano 129 oeste pasa a través de:
| Coordenadas                         | País, territorio o mar | Notas |
| ----------------------------------- | ---------------------- | --- |
| 90°0′N 129°0′O / 90.000, -129.000   | Océano Ártico          | |
| 75°25′N 129°0′O / 75.417, -129.000  | Mar de Beaufort        | |
| 69°55′N 129°0′O / 69.917, -129.000  | Canadá                 | Territorios del Noroeste Yukón Columbia Británica - continantal y las islas Maitland, Hawkesbury, Gribbell, Princesa Real y Aristazabal |
| 52°28′N 129°0′O / 52.467, -129.000  | Océano Pacífico        | |
| 60°0′S 129°0′O / -60.000, -129.000  | Océano Antártico       | |
| 74°19′S 129°0′O / -74.317, -129.000 | Antártida              | Territorio no reclamado |